# Pocket Cube

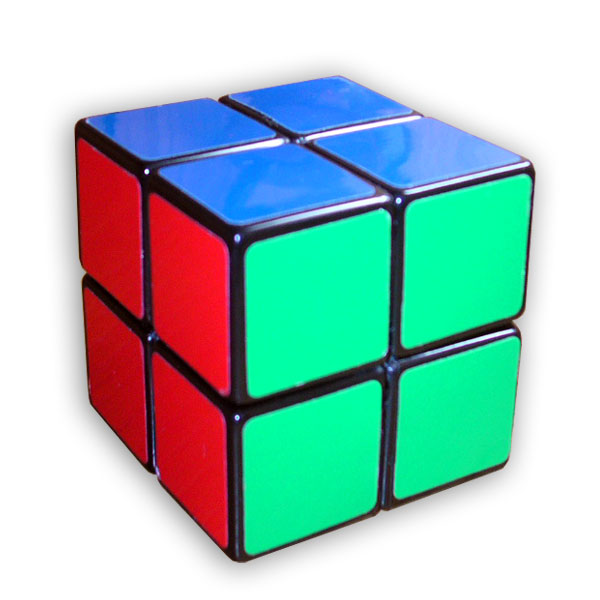
Pocket Cube in der Grundstellung

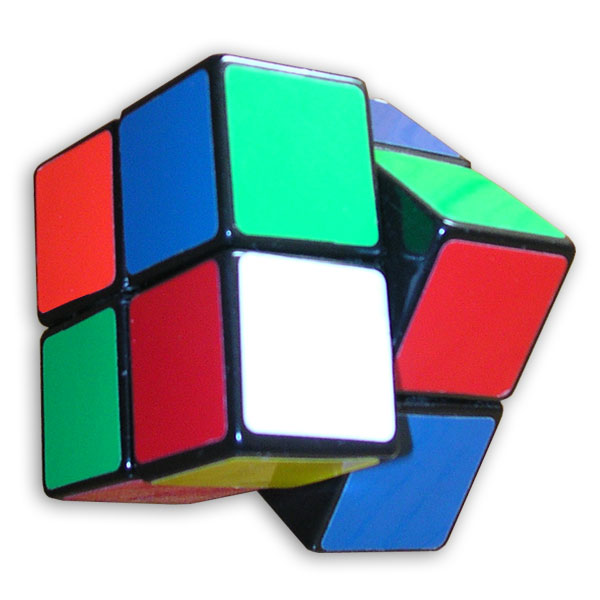
Pocket Cube, gemischt, während einer Drehung

Der Pocket Cube, auch bekannt als Mini Cube, ist die 2×2×2-Variante von Ernő Rubiks Zauberwürfel. Jede der sechs Seitenflächen besteht aus vier Quadraten, die pro Seite die gleiche Farbe haben. Er besteht aus acht Teilstücken, die alle jeweils drei Farben tragen und den Ecksteinen des normalen Zauberwürfels entsprechen. Er hat aber keine Kanten- oder Mittelteile. Ziel des Geduldspiels ist es ebenso wie bei der größeren Variante, den Würfel aus einer ungeordneten Stellung heraus mittels 90°-Drehungen um die drei Mittelachsen in seinen geordneten Grundzustand zu überführen.

## Geschichte
Der Pocket Cube wurde 1980 von Rubik zum Patent angemeldet. Es gibt aber auch Patente für andere Versionen des Puzzles, die teilweise auch eine ganz andere Form haben, wie beispielsweise den Kopf einer Mickey Maus. Erwähnenswert sind noch der Pyramorphix, der die Form eines Tetraeders hat, aber den gleichen Drehmechanismus wie der Pocket Cube verwendet und deshalb seine Form verändert, wenn man die Seitenflächen verdreht. Auf dem Prinzip basiert auch eine sternförmige Version.
Den aktuellen Weltrekord im Speedcubing mit dem Pocket Cube hält Teodor Zajder mit einer Zeit von 0,43 Sekunden.
Der Durchschnittsweltrekord lautet 0,88 Sekunden  und wurde von Yiheng Wang (王艺衡) aufgestellt. Von fünf Versuchen werden das schnellste und das langsamste Ergebnis gestrichen und die übrigen drei Ergebnisse gemittelt.

## Kombinationen und Schwierigkeitsgrad
Für Anfänger ist es verwirrend, dass keine fixen Teile existieren. Man muss die richtige Lage der Steine zueinander anhand der Ecksteine kombinieren. Obwohl es nicht sehr viele Stellungen gibt, lässt sich auch der Pocket Cube kaum intuitiv vollständig lösen. Die zweite Schicht erfordert einen oder mehrere Züge, die auch beim normalen Zauberwürfel auftauchen müssen, eben die Züge, die die Ecken sortieren und richtig orientieren.
Jeder der acht Steine kann jeden Platz im Würfel einnehmen und hat drei Orientierungen, weil jeder drei verschiedene Farben hat. Da der Pocket Cube keine festen Teile hat, die ihre Lage zueinander nie ändern, hat er auch keine Orientierung im Raum: Ein Eckwürfel kann als richtig angesehen werden, dann bleiben sieben Positionen für die übrigen Teile, die auf drei unterschiedliche Arten gedreht werden können. Dies führt zu einer theoretischen Obergrenze von 7! 37 = 11.022.480 verschiedenen Stellungen. Mechanismus-bedingt kann nur ein Drittel davon angenommen werden (verändert man die Orientierung eines Würfels, so verändert man automatisch auch die eines weiteren Würfels), was zu einer Anzahl von 7! 36 = 3.674.160 führt.
Tatsächlich ist jede Ecken-Lösung des normalen Würfels eine Lösung für den Pocket Cube. Aufgrund der geringen Anzahl von Stellungen kann er algorithmisch berechnet werden, sogar per Brute Force. Es stellte sich heraus, dass stets höchstens elf Bewegungen (90- und 180°-Drehungen) nötig sind, um den Pocket Cube zu lösen. Zählt man die 180°-Drehungen als 2 Drehungen, so beträgt die maximal nötige Anzahl an Bewegungen 14.
Die Tabelle zeigt, wie viele Stellungen mindestens eine bestimmte Anzahl an Vierteldrehungen zum Lösen benötigen, sowie davon die Anzahl der Stellungen, bei denen jede beliebige Vierteldrehung die Anzahl der zur Lösung benötigten Vierteldrehungen um eins senkt („Sackgassen“):
| Mindestanzahl der zur Lösung benötigten Vierteldrehungen | Anzahl der Stellungen | davon „Sackgassen“ |
| -------------------------------------------------------- | --------------------- | ------------------ |
| 0                                                        | 1                     | 0                  |
| 1                                                        | 6                     | 0                  |
| 2                                                        | 27                    | 0                  |
| 3                                                        | 120                   | 0                  |
| 4                                                        | 534                   | 0                  |
| 5                                                        | 2256                  | 0                  |
| 6                                                        | 8969                  | 0                  |
| 7                                                        | 33058                 | 16                 |
| 8                                                        | 114149                | 53                 |
| 9                                                        | 360508                | 260                |
| 10                                                       | 930588                | 1460               |
| 11                                                       | 1350852               | 34088              |
| 12                                                       | 782536                | 402260             |
| 13                                                       | 90280                 | 88636              |
| 14                                                       | 276                   | 276                |

Eine der Sackgassen, die 14 Vierteldrehungen benötigt, bildet ein symmetrisches Muster, das man als „6 Flaggen“ bezeichnen kann: U F2 U F2 U2 R2 U R2 U.

## Mechanik

### Pocket Cube von Eastsheen
Der Mechanismus des Pocket Cube von Eastsheen weicht weitgehend von dem Mechanismus eines normalen 3×3×3er Rubik’s Cube ab. Jede Ebene des Würfels besteht aus 3 „Schichten“. Die unterste Schicht ist auf dem unten stehenden Foto das ganz linke schwarze, annähernd halbkugel-förmige Plastikstück. Es ist mit der obersten Schicht, einer kleinen kreisförmigen, schwarzen Plastikscheibe – ganz rechts, direkt unter der grünen Fläche – fest verbunden. Zwischen ihnen befindet sich ein weiteres schwarzes Plastikteil. Es ist zwischen diesen beiden Schichten drehbar, so dass auf ihm nun die Steine der rechten Seite, hier die mit der grünen Oberfläche, angebracht sind. Diese ganzen drei Schichten lassen sich dank der Aushöhlungen der Eckstein vollständig bei einer anderen Drehung mitdrehen. Die von außen zu sehenden Abdeckungen der Ecksteine werden einfach auf die dafür vorgesehenen Halterungen draufgesteckt.

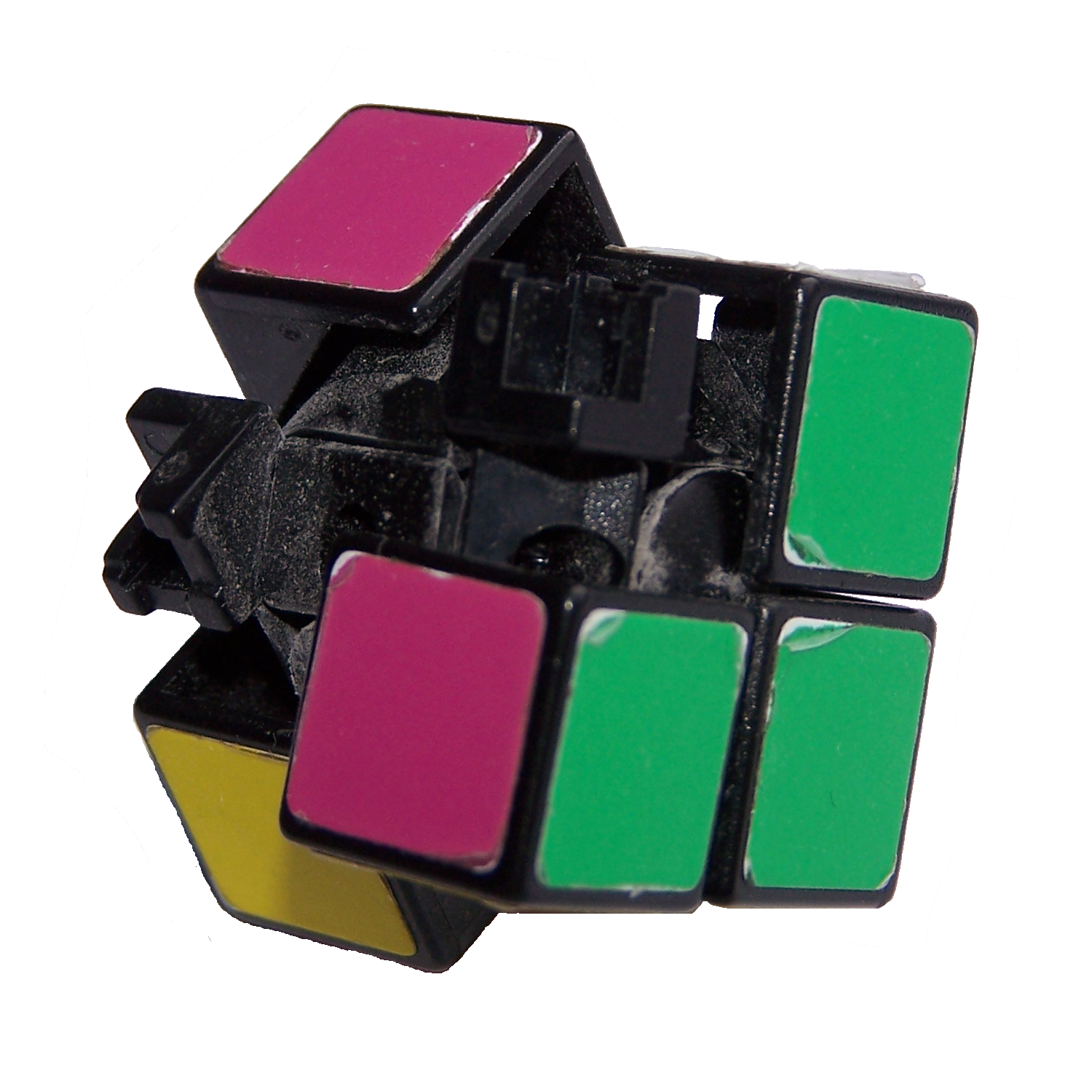
Teilweise zerlegter Pocket Cube
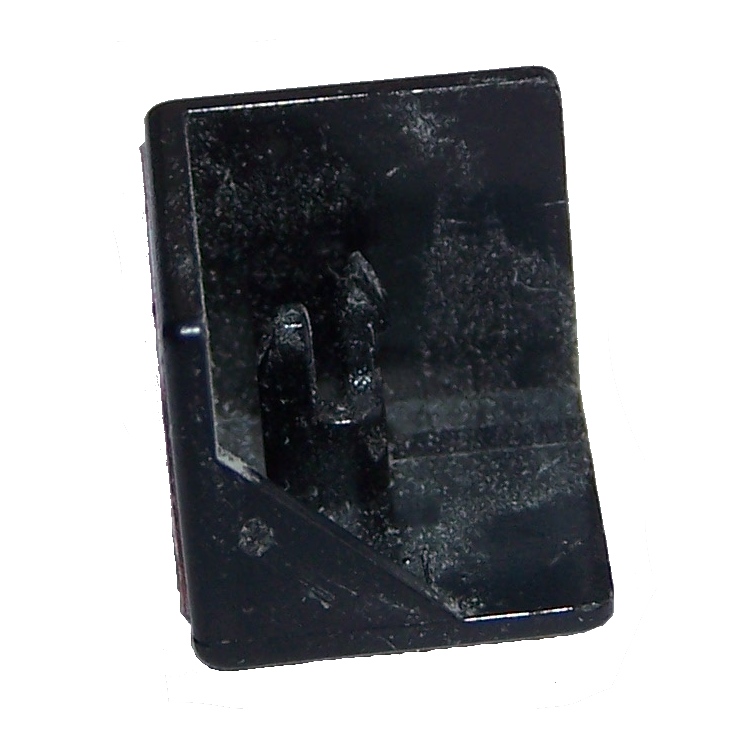
Ecke eines Pocket Cubes

### Pocket Cube von Rubik’s
Der Drehmechanismus des Pocket Cubes von Rubik gleicht dem des 3×3×3 Rubik’s Cube.

## Gruppentheorie
Die Gruppentheorie lässt sich vom 3×3×3-Würfel auch auf den 2×2×2-Zauberwürfel übertragen. Die Elemente der Gruppe sind dafür zumeist die Züge, die auf dem Würfel ausgeführt werden können (sowohl einzelne Ebenenrotationen als auch zusammengesetzte Züge aus mehreren Ebenenrotationen) und der Gruppenoperator ist eine Konkatenation der Züge. Die Konfiguration des jeweiligen Würfels wird üblicherweise aus verschiedenen Parameters zusammengesetzt: Eine Permutationsfunktion für die Position der jeweiligen Steine im Würfel und ein Vektor für die Ausrichtung der Steine im Würfel.
Für die Betrachtung der Gruppe des 2×2×2-Zauberwürfels muss die Würfelkonfiguration festgestellt werden. Diese kann als 2-Tupel dargestellt werden, welches sich aus den folgenden Parametern zusammensetzt:
- Position der Ecksteine als bijektive Funktion {\displaystyle \sigma } (Permutation)
- Ausrichtung der Ecksteine als Vektor x

Zwei Züge {\displaystyle Z_{1}} und {\displaystyle Z_{2}} aus der Menge aller Züge {\displaystyle A_{Z}} gelten als gleich, wenn sie bei gleicher Ausgangskonfiguration des Würfels die gleiche Zielkonfiguration hervorrufen. Bei dem 2×2×2 Würfel muss zusätzlich betrachtet werden, dass es durch die fehlenden Mittelsteine keine feste Orientierung als Oberseite des Würfels gibt. Dafür wird die Äquivalenzrelation {\displaystyle \sim } eingeführt mit {\displaystyle Z_{1}\sim Z_{2}:=Z_{1}} und {\displaystyle Z_{2}} ergeben (mit optionaler Rotation des Würfels) die gleiche Würfelkonfiguration. Diese Relation ist reflexiv, da zwei identische Züge den Würfel bei gleicher Ausgangskonfiguration in dieselbe Endkonfiguration überführen. Außerdem ist die Relation symmetrisch und transitiv, da sie der mathematischen Relation der Gleichheit ähnelt.
Mit dieser Äquivalenzrelation {\displaystyle \sim } lassen sich Äquivalenzklassen bilden, die definiert sind mit {\displaystyle [Z]:=\{Y\in A_{Z}|Y\sim Z\}\subseteq A_{Z}} auf der Menge aller Züge {\displaystyle A_{Z}}. Demnach enthält jede Äquivalenzklasse {\displaystyle [Z]} alle Zuge der Menge {\displaystyle A_{Z}}, die mit der Äquivalenzrelation {\displaystyle \sim } äquivalent zu dem Zug {\displaystyle Z} sind. Dabei ist {\displaystyle [Z]} eine Teilmenge von {\displaystyle A_{Z}}. Alle äquivalenten Elemente einer Äquivalenzklasse {\displaystyle [Z]} sind die Repräsentanten ihrer Äquivalenzklasse.
Mit diesen Äquivalenzklassen kann die Faktormenge {\displaystyle A_{Z}/\sim } gebildet werden. Sie enthält die Äquivalenzklassen aller Würfelzüge, ohne dabei gleiche Züge doppelt zu enthalten. Die Elemente von {\displaystyle A_{Z}/\sim } sind alle Äquivalenzklassen bezüglich der Äquivalenzrelation {\displaystyle \sim }. Es gilt demnach: {\displaystyle A_{Z}/\sim :=\{[Z]|Z\in A_{Z}\}}. Diese Faktormenge ist die Trägermenge der Gruppe des Würfels.
Bei dem 2×2×2-Zauberwürfel ergeben sich durch acht Permutationsobjekte (Ecksteine), drei Möglichkeiten der Ausrichtung der acht Ecksteine und 24 Möglichkeiten der Rotation des Würfels, da es keine eindeutige Oberseite gibt,  {\displaystyle 8!\cdot 3^{7}\div 24=3\ 674\ 160} Möglichkeiten.